# Narodni park Mercantour
Narodni park Mercantour (v francoščini Parc national du Mercantour) se nahaja v francoskih  Primôrskih Alpah in se razprostira v departmajih: Alpes-Maritimes in Alpes-de-Haute-Provence v regiji Provansa-Alpe-Azurna obala (Provence-Alpes-Cote d'Azur). Vsebuje velik del Vallée de l'Ubaye, Vallée de la Tinée, Vallee du Var, Vallée du Cian, Vallée de la Vésubie in Vallée de la Roya. Narodni park je dobil ime po pogorju.
Najvišja vzpetina je Cime du Gélas (3143 m), še šest vrhov presega 3.000 metrov, vključno z Mont Clapier (3045 m), najjužnejšim tritisočakom v Alpah.

## Zgodovina
Narodni park je bil ustanovljen leta 1979 kot "Park dveh con": posebej zaščitenega in nenaseljenega osrednjega območja 68.500 ha, in zunanje cone velike 146.500 ha.
Da bi zaščitili divje živali, so bila osrednja območja Mercantour masiva najprej uvrščena v kraljevi lovski rezervat, ki ga je leta 1859 ustanovil kralj Viktor Emanuel II., nato pa leta 1946 v lovski rezervat, leta 1953 z ministrskim odlokom v rezervat prefekture. Po tem se je rezervat postopoma razvijal v Franciji in bil razglašen za narodni park leta 1979. Tesno sodeluje z italijanskim Parco Naturale delle Alpi Marittime, ki je bil ustanovljen leta 1987 in s katerim ima 33 km skupne meje. Skupaj upravi Parkov delata na vzpostavitvi Evropskega narodnega parka.
V letu 2009 je bila sprejeta nova uredba o spremembi odloka o ustanovitvi parka. 28. decembra 2012 je predsednika vlade, ob podpori 28 mest, podpisal listino o sodelovanju.
Leta 2013 sta bila Narodni park Mercantour in Parco delle Alpi Marittime registrirana na okvirnem seznam Unescove svetovne dediščine v obeh državah.

## Prazgodovinski ostanki
Vzhodno od narodnega parka Mont Bégo (2872 m) se nahaja, tako pravijo lokalni pastirji, sveta gora. Tu sta dolini Vallée des Merveilles (Dolina čudes) in Vallée de Fontanalbe (Dolina belega izvira), ki sta še posebej znani po svojih številnih skalnih rezbarijah iz bronaste dobe. Gravure se nahajajo na nadmorski višini od 2100 do 2600 metrov in so jih verjetno izdelovali pastirji okoli 1800-1500 pr. n. št.. Med motivi so živali, ljudje, geometrijske oblike, kot tudi orodja in orožja..
Leta 1989 so bile skalne poslikave razglašene za naravni spomenik.

## Flora in favna
Zaradi različnega terena in podnebja (na stičišču Alp in Sredozemlja) ima narodni park raznoliko floro (več kot 2000 vrst rastlin, vključno 40 endemičnih, 5 kamnokrečev in orhideje). Najbolj znana med endemičnimi rastlinami je Saxifraga florulenta iz vrste kamnokrečev, ki po približno 30 letih zacveti samo enkrat in potem odmre. Po pobočjih rastejo listavci (puhasti hrast, črničevje) in iglavci (rdeči bor, jelka, smreka, Navadni macesen in cemprin) uspelo med seboj preko nadmorske višine 2200 metrov
V narodnem parku živijo gams, alpski kozorog, planinski orel, brkati ser, svizec, evropski muflon, divji petelin in nekaj italijanski volkov. Ponovna uvedba kozoroga se je začela leta 1921, ko je bilo pripeljanih približno 20 živali z območja današnjega  Narodnega parka Gran Paradiso.

## Zaščita okolja in narave
Leta 1993 je bil Narodni park Mercantour nagrajen od Sveta Evrope z Evropsko diplomo za zavarovana območja.

## Turizem
Drugi pomembni kraji so Mont Mounier (2817 m) in jezero Lac d'Allos  (2220 m), ki je največje naravno jezero je tej višini.
V narodnem parku je več kot 600 kilometrov označenih pohodniških poti. Skozi Mercantour potekajo daljinske pešpoti GR 5, Via Alpina, GR 52 in GR 52A.

## Galerija
- Saxifraga florulenta
- Mont Mounier
- Vallon de Mollières